# エドモン・ド・プルタレス

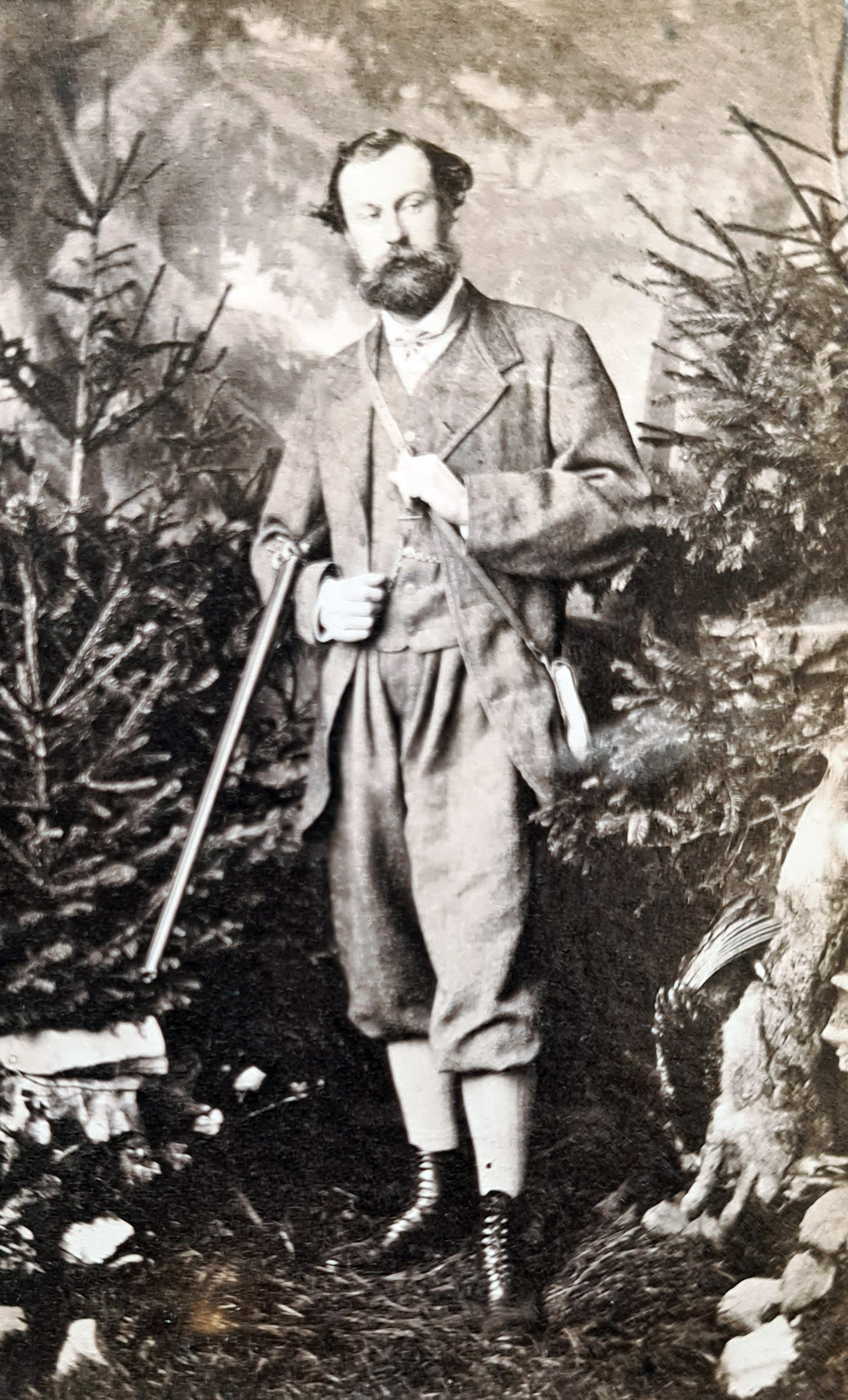
C・D・ウィンテル撮影の肖像写真、1863年

エドモン・ド・プルタレス＝ゴルジエ（Edmond comte de Pourtalès-Gorgier, 1828年4月6日 パリ - 1895年3月23日 カンヌ）は、フランスの銀行家、軍人、県議会議員。伯爵。 
プロイセン王室侍従の肩書を持つ銀行家ジャム・アレクサンドル・ド・プルタレス伯爵とその妻で銀行家の娘アンヌ・アンリエット・ファルコネ・ド・パレジュー（1792年 - 1836年）の間の四男として生まれた。スイスに移住した亡命ユグノーの末裔プルタレス家(フランス語版)の一員である。ヌーシャテルの中等教育学校を経てドイツのボン大学に学んだ。1848年には同大学のボルシア・ボン友愛会の一員となった。学業を終えるとパリやストラスブールで銀行経営に従事する。1855年に父が死ぬと、パリ8区トロンシェ通りの邸宅オテル・ド・プルタレスを相続した。1857年6月30日、ストラスブールの富裕な銀行家の娘メラニー・ルヌワール・ド・ビュシエール男爵令嬢と結婚し、間に3男2女をもうけた。妻は第2帝政期のパリ社交界の花形として知られた。
フランス陸軍の少佐および国民衛兵隊バ＝ラン県駐屯第4大隊隊長であり、普仏戦争中のストラスブール包囲戦では防衛側の指揮官の1人だった。1870年にバ＝ラン県の県議会議員に選出された。

## 引用
1. ↑  Kösener Korpslisten 1910, 19, 271